# Wakkerendijk 202
Wakkerendijk 202 is een rijksmonument aan de Wakkerendijk in Eemnes in de provincie Utrecht.
De langhuisboerderij uit de zeventiende eeuw werd in 1702 bewoond door Crijn Ebbers. Vanaf 1823 woonden er drie of vier huishoudens. De zuidzijde van het rieten zadeldak heeft een smalle strook dakpannen. Daarmee werd regenwater opgevangen voor drink- en waswater, omdat het grondwater van slechte kwaliteit was. Aan weerszijden van de voordeur zijn schuifvensters, die vroeger net als de andere vensters voorzien waren van luiken. De gevels hebben grijs geschilderde plinten. Aan de noordgevel is een erker met ingang gemaakt, achter de boerderij is een aanbouw met een pannen zadeldak.